# Pronola magniplaga
Pronola magniplaga là một loài bướm đêm thuộc phân họ Arctiinae, họ Erebidae.